# Bătălia de la Río de la Plata
Bătălia de la Río de la Plata a avut loc la 13 decembrie 1939, când crucișătorul „de buzunar” Admiral Graf Spee a fost atacat de 3 cuirasate britanice. La sfârșit, după retragerea în portul Montevideo, căpitanul crucișătorului german a fost indus în eroare de britanici crezând că în largul estuarului se află întreaga flotă a acestora. În condițiile în care autoritățile argentiniene îi ceruseră căpitanului german să părăsească portul, acesta din urmă a hotărât să sabordeze vasul. Înainte ca acesta să fie scufundat, el s-a înfășurat cu drapelul german și s-a împușcat, trupul sau căzând în mare.